# Saint-Germain-au-Mont-d’Or
Saint-Germain-au-Mont-d’Or ist eine französische Gemeinde mit 3.037 Einwohnern (Stand: 1. Januar 2022) in der Métropole de Lyon in der Region Auvergne-Rhône-Alpes. Sie gehört zum Arrondissement Lyon und bis 2015 zum Kanton Neuville-sur-Saône. Die Einwohner werden Saint-Germinois genannt.

## Geographie
Saint-Germain-au-Mont-d’Or liegt etwa zwölf Kilometer nördlich des Stadtzentrums von Lyon am westlichen Ufer der Saône.

### Nachbargemeinden
Umgeben wird Saint-Germain-au-Mont-d’Or von den Nachbargemeinden Quincieux im Norden und Nordwesten, Massieux im Nordosten, Genay im Osten, Neuville-sur-Saône im Osten und Südosten, Curis-au-Mont-d’Or im Südosten, Poleymieux-au-Mont-d’Or im Süden sowie Chasselay im Westen.

## Bevölkerungsentwicklung
| Jahr                       | 1962 | 1968 | 1975 | 1982 | 1990 | 1999 | 2006 | 2017 |
| Einwohner                  | 1754 | 1971 | 2170 | 2129 | 2429 | 2385 | 2430 | 3085 |
| Quellen: Cassini und INSEE |      |      |      |      |      |      |      |      |

## Sehenswürdigkeiten
- Kirche von Saint-Germain, romanischer Chor und Kapelle aus dem 15. Jahrhundert
- Burganlage aus dem 12. Jahrhundert, nur noch als Ruinen erhalten, mit Donjon, Monument historique
- Zahlreiche alte Häuser
- Schloss La Combe aus dem 17. Jahrhundert
- Waschhaus

|  |  |

## Persönlichkeiten
- Paul Villard (1860–1934), Physiker und Chemiker